# SV Köln-Merkenich
Der SV Köln-Merkenich (offiziell: Sportverein Köln-Merkenich 1921 e.V.) war ein Sportverein aus dem Kölner Stadtteil Merkenich. Die erste Fußballmannschaft der Frauen nahm unter dem Namen Wacker Merkenich einmal am DFB-Pokal teil.

## Geschichte
Der Verein wurde 1921 als Borussia 21 Merkenich gegründet. Zehn Jahre später erfolgte die Umbenennung in Schwarz-Rot Merkenich. Gleichzeitig nahm der Verein auch seine heutigen Vereinsfarben Schwarz-Rot an. Im Jahr 1971 fusionierte Schwarz-Rot Merkenich mit der Betriebssportgemeinschaft Wacker Köln zum SV Wacker Köln-Merkenich. Als die Firma Wacker Chemie ihr Kölner Werk geschlossen hatte und den Verein finanziell nicht mehr unterstützte erfolgte am 25. November 2002 die Umbenennung in SV Köln-Merkenich. Neben Fußball bot der Verein auch Badminton, Kindertanzen und Tischtennis an.

### Frauenfußball
Die Fußballerinnen aus Merkenich qualifizierten sich 1997 für den DFB-Pokal. Zuvor hatte die Mannschaft das Endspiel um den Mittelrheinpokal gegen die SpVgg Oberaußem-Fortuna erreicht (das Ergebnis ist nicht bekannt). Die seinerzeit in der Landesliga spielende Wacker-Elf traf in der ersten Runde auf den Bundesligisten Sportfreunde Siegen. Die Siegenerinnen gewannen das Spiel deutlich mit 17:0. Nach mehreren Jahren ohne Frauenmannschaft meldete der Verein erst 2014 wieder ein neues Team, das in der Kreisliga antritt.

### Männerfußball
Die Männer hatten ihre erfolgreichste Zeit in den späten 1970er Jahren. 1978 stieg die Wacker-Elf in die Landesliga Mittelrhein auf, ehe zwei Jahre später der Gang in die Bezirksliga folgte. Es folgte eine sportliche Talfahrt, die den Verein 2005 in die Kreisliga D, der untersten Spielklasse, führte. 2015 gelang den Männern des SV Köln-Merkenich der Aufstieg in die Kreisliga B, bevor zwei Jahre später der erneute Abstieg folgte.

## Nachfolgeverein Spvg Rheindörfer Köln-Nord
Am 15. April 2018 fusionierten der SV Köln-Merkenich mit der SpVg Rheinkassel/Langel 1920/1951 zur Spvg. Rheindörfer Köln-Nord 1920/1921 mit den Vereinsfarben Rot-Weiss. Der Fusionspartner geht auf die im Jahre 1920 gegründete DJK Unitas Rheinkassel zurück. Dieser wurde im Jahre 1934 von den Nationalsozialisten verboten und im Jahre 1947 neu gegründet. Da der Verein nicht den Statuten des Deutschen Fußball-Bundes entsprach, wurde am 21. April 1951 die SpVg Rheinkassel/Langel 1920/1951 gegründet. Die Männermannschaft übernahm den Platz in der Kreisliga A von der SpVg Rheinkassel-Langel und schaffte in der Saison 2021/22 als Meister den Aufstieg in die Bezirksliga.
Die Heimspiele werden auf dem Sportplatz Ivenshofweg ausgetragen, der Platz für 1500 Zuschauer bietet. Es wird auf Kunstrasen gespielt. Als der Sportplatz noch ein Ascheplatz war fanden dort Dreharbeiten für einen Film der TV-Krimireihe Tatort statt.